# Walter Hinsch
Walter Hinsch, in alternativer Schreibweise des Vornamens auch Walther Hinsch, (* 18. April 1895 in Wandsbek; † 27. Juli 1968 in Hamburg; vollständiger Name: Walter Hermann Daniel Hinsch) war ein deutscher Architekt.

## Leben
Hinsch studierte nach einer abgeschlossenen Zimmermannslehre von 1912 bis 1920 (unterbrochen vom Militärdienst im Ersten Weltkrieg) an der Kunstgewerbeschule Hamburg, der Ingenieur-Akademie Wismar, der Technischen Hochschule Danzig und der Technischen Hochschule Stuttgart. Danach war er ab 1927 – zunächst zusammen mit Erwin Deimling – selbständig als Architekt in Hamburg tätig.

## Bauten und Entwürfe

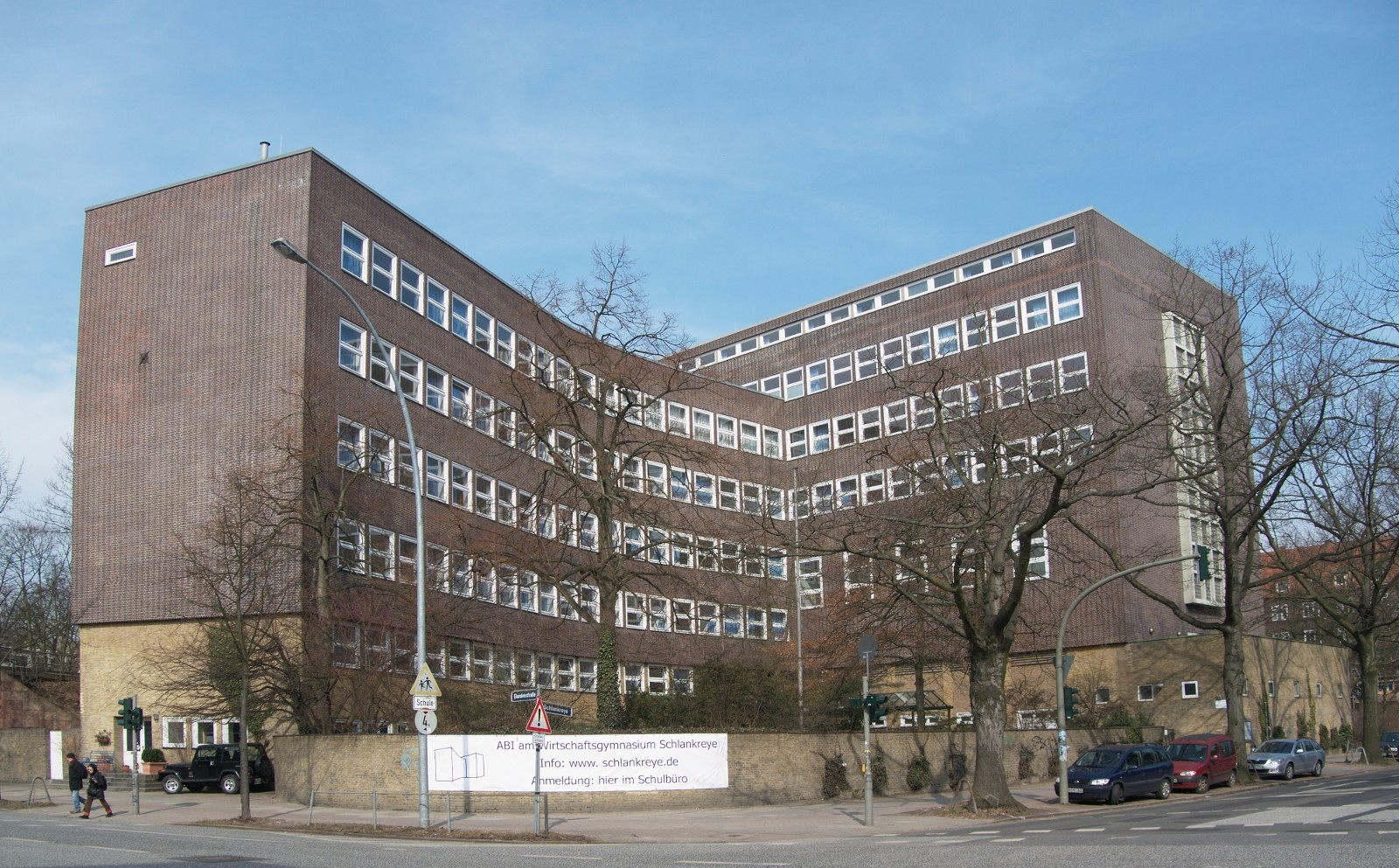
Handelsschule Schlankreye

- 1927–1929: Wohnblock Schadesweg in Hamburg-Hamm (mit Erwin Deimling)
- 1928: Wohnblock Barmbeker Straße / Ulmenstraße / Grasweg in Hamburg-Winterhude (mit Erwin Deimling)
- 1928–1929: Staatliche Handelsschule Schlankreye in Hamburg-Eimsbüttel (mit Erwin Deimling)
- 1930–1931: Geschosswohnungsbauten in Hamburg-Dulsberg (zusammen mit Robert Friedmann und Karl Schneider)
- 1935: Wohnhaus Mehringweg 6
- 1935–1937: Geschosswohnungsbauten Finkenwerder Norderdeich in Hamburg-Finkenwerder (zusammen mit Heinrich Holst)
- 1936: HJ-Heim Neuer Pferdemarkt in Hamburg-St. Pauli
- 1938–1940: Geschosswohnungsbauten Lorichstraße in Hamburg-Barmbek
- 1939–1942: Geschosswohnungsbauten Kap-Horn-Weg in Hamburg-Finkenwerder
- 1948: Wiederaufbau des Commeter-Hauses in Hamburg, Bergstraße 1